# Heliotropium paulayanum
Heliotropium paulayanum är en strävbladig växtart som beskrevs av Friedrich Vierhapper. Heliotropium paulayanum ingår i Heliotropsläktet som ingår i familjen strävbladiga växter. Inga underarter finns listade i Catalogue of Life.